# Eminium
Eminium, rod kozlačevki smješten u tribus Areae, dio potporodice Aroideae. Sastoji se od osam priznatih vrsta raširenih od Kazahstana do Irana na jug, i istočnog Sredozemlja na zapad. 
Geofiti toplog umjerenog i suptropskog staništa u poljima, savanama, polupustinjama i pustinjama nakamenitom ili pjeskovitom tlu.

## Vrste
1. Eminium alberti (Regel) Engl.
2. Eminium intortum (Banks & Sol.) Kuntze
3. Eminium jaegeri Bogner & P.C.Boyce
4. Eminium koenenianum Lobin & P.C.Boyce
5. Eminium lehmannii (Bunge) Kuntze
6. Eminium rauwolffii (Blume) Schott
7. Eminium regelii Vved.
8. Eminium spiculatum (Blume) Schott

## Sinonimi
- Helicophyllum Schott